# 韋弗利 (內布拉斯加州)
韋弗利（英語：Waverly）是位於美國內布拉斯加州蘭開斯特縣的城市。

## 人口
根據2020年美國人口普查的數據，韋弗利的面積為6.29平方千米，皆為陸地。當地共有人口4279人，而人口密度為每平方千米680人。